# Selecció de futbol de Malta
La selecció de futbol de Malta representa a Malta a les competicions internacionals de futbol. És controlada per la Malta Football Association.

## Participacions en la Copa del Món
- De 1930 a 1970 - No participà
- De 1974 a 2018 - No es va classificar

## Participacions en el Campionat d'Europa
- 1960 - No participà
- 1964 - No es classificà
- 1968 - No participà
- De 1972 a 2016 - No es classificà